# Мелерова патица
Мелеровата патица (Anas melleri) е вид птица от семейство Патицови (Anatidae). Видът е застрашен от изчезване.

## Разпространение и местообитание
Разпространен е в Мадагаскар.